# Rachael Bella
Rachael Bella (Vermillion, 13 marzo 1984) è un'attrice statunitense, conosciuta per il ruolo di Becca Kotler nel film The Ring.

## Biografia
Nata Rachael Kneeland. Figlia di genitori divorziati, è apparsa in vari film e show televisivi tra cui Law & Order e Buffy l'ammazzavampiri. È anche apparsa nello show televisivo So You Think You Can Dance.
Nel 2007 si è ritirata dal mondo del cinema per dedicarsi alla maternità, poiché è diventata mamma di Ethan Page, avuto dall'ex-marito Edward Furlong, conosciuto sul set di Jimmy and Judy e dal quale ha divorziato l'8 luglio 2009.

## Filmografia
- Matrimonio d'onore (Love, Honor & Obey: The Last Mafia Marriage), regia di John Patterson – film TV (1993)
- Verso il paradiso (Household Saints), regia di Nancy Savoca (1993)
- When Pigs Fly, regia di Sara Driver (1993)
- La piccola principessa (A Little Princess), regia di Alfonso Cuarón (1995)
- W.E.I.R.D. World, regia di William Malone – film TV (1995)
- La seduzione del male (The Crucible), regia di Nicholas Hytner (1996)
- Arancia rosso sangue (The Blood Oranges), regia di Philip Haas (1997)
- Il figlio del Male, regia di Bobby Roth – film TV (1997)
- The Ring, regia di Gore Verbinski (2002)
- American Gun, regia di Aric Avelino (2005)
- Jimmy and Judy, regia di Randall Rubin e Jon Schroder (2006)
- Nice Guys, regia di Joe Eckardt (2006)
- Drive-Thru, regia di Brendan Cowles e Shane Kuhn (2007)

### Televisione
- Grace Under Fire – serie TV, episodio 1x17 (1994)
- E.R. - Medici in prima linea (ER) – serie TV, episodio 1x05 (1994)
- The Practice - Professione avvocati (The Practice) – serie TV, episodio 5x21 (2001)
- First Monday – serie TV, episodio 1x02 (2002)
- Buffy l'ammazzavampiri (Buffy the Vampire Slayer) – serie TV, episodio 7x01 (2002)
- Law & Order - Unità vittime speciali (Law & Order: Special Victims Unit) - serie TV, episodio 4x10 (2002)
- Tru Calling – serie TV, episodio 1x06 (2003)
- Boston Public – serie TV, episodio 4x14 (2005)